# Lauritzenia orghidani
Lauritzenia orghidani är en kvalsterart som först beskrevs av Calugar och Vasiliu 1983.  Lauritzenia orghidani ingår i släktet Lauritzenia och familjen Haplozetidae. Inga underarter finns listade i Catalogue of Life.